# Bergcettia
Bergcettia (Phyllergates cucullatus) är en asiatisk tätting i familjen cettisångare med vid utbredning från Nepal till Indonesien.

## Utseende och läte
Bergcettian är en 10-12 centimeter lång fågel. Vid första anblick är den mycket lik de obesläktade skräddarfåglarna i Orthotomus med relativt lång och något nedböjd näbb, grön ovansida, gul buk, grått på strupe och bröst och kastanjebrunt på främre delen av hjässan. Den har dock ett kort men tydligt gulaktigt ögonbrynsstreck. Ungfågeln har istället olivgrön hjässa och nacke. Sången är mycket tunn, diskant och nästan eterisk och kan vara svår att lokalisera.

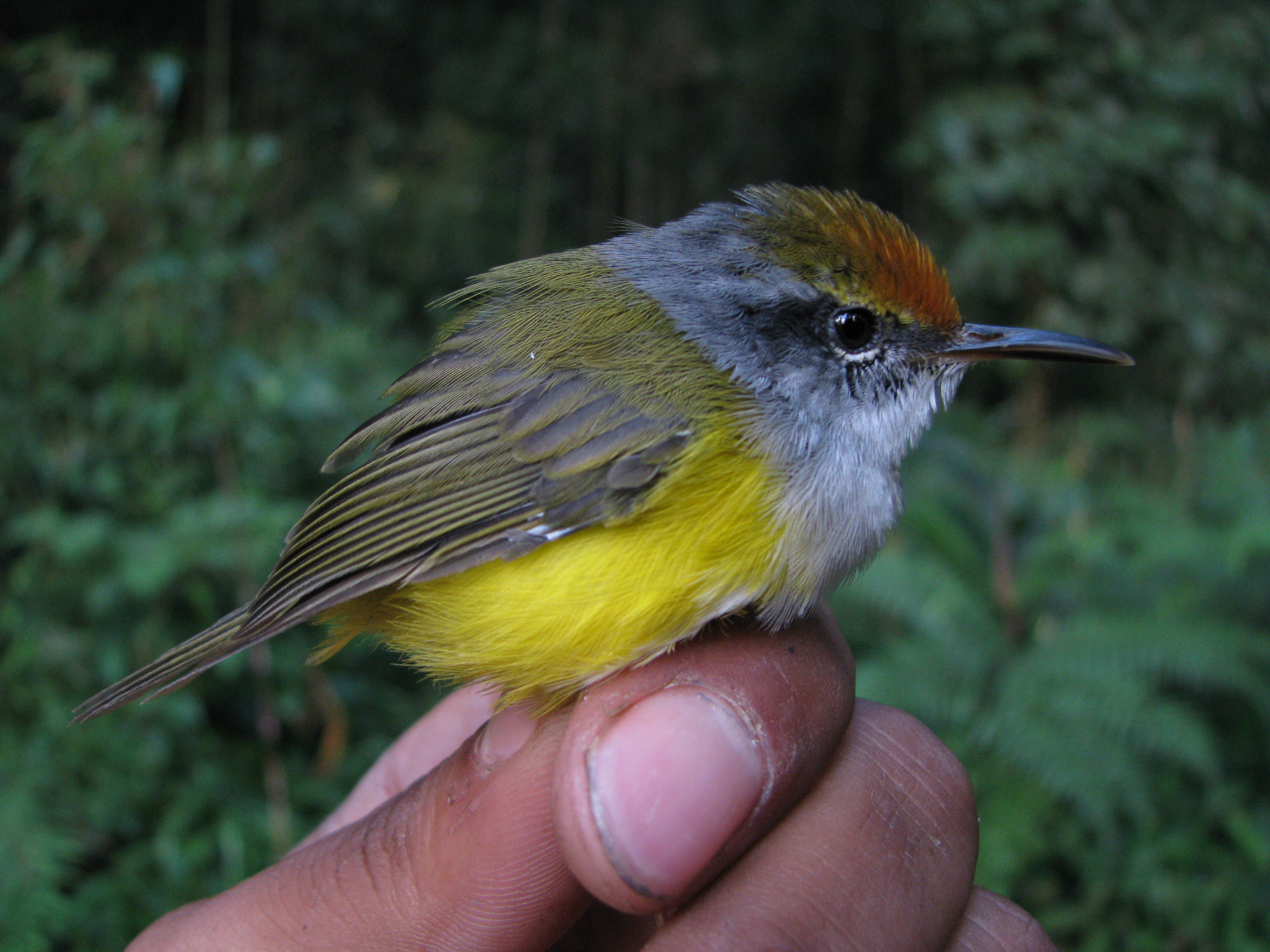
Närbild på en bergcettia i Arunachal Pradesh, Indien

## Utbredning och systematik
Bergcettia delas upp i 16 underarter med följande utbredning:
- Phyllergates cucullatus coronatus – förekommer i bergstrakter från östra Nepal till nordöstra Indien, sydvästra Kina, norra Thailand, Laos och Vietnam
- Phyllergates cucullatus thais – bergstrakter i södra Thailand (söder om Kra-näset)
- Phyllergates cucullatus malayanus – Malackahalvön
- Phyllergates cucullatus cucullatus – Sumatra, Java och Bali
- Phyllergates cucullatus cinereicollis – bergstrakter på norra Borneo (Kinabalu till Mulu- och Tama Abu-bergen)
- Phyllergates cucullatus philippinus – norra Luzon (norra Filippinerna)
- Phyllergates cucullatus viridicollis – bergstraketer på Palawan (södra Filippinerna
- Phyllergates cucullatus riedeli – norra Sulawesi
- Phyllergates cucullatus stentor – nordcentrala och sydöstra Sulawesi
- Phyllergates cucullatus meisei – sydcentrala Sulawesi (Latimojong)
- Phyllergates cucullatus hedymeles – södra Sulawesi (Mount Lompobatang)
- Phyllergates cucullatus relictus – Peleng (Banggaiöarna)
- Phyllergates cucullatus sulanus – Taliabu (Sulaöarna)
- Phyllergates cucullatus batjanensis – bergstrakter på Bacan (norra Moluckerna)
- Phyllergates cucullatus dumasi – södra Moluckerna (Buru och Seram)
- Phyllergates cucullatus everetti – Flores (västra Små Sundaöarna)

Mindanaocettia (Phyllergates heterolaemus) behandlas ibland som en underart till bergcettia.

## Levnadssätt
Bergcettian förekommer i snår, bambustånd och bland klängande växter i städsegrön lövskog där den lever av insekter. Fågeln häckar i samband med regnperioden, mellan maj och juli i nordöstra Indien, februari och april i Sydostasien och juli till augusti på Sulawesi. Arten är stannfågel eller höjdledsflyttare.

### Släktes- och familjetillhörighet
Bergcettia och mindanaocettia (P. heterolaemus) placerades tidigare bland skräddarfåglarna i släktet Orthotomus i familjen cistikolor men genetiska studier visar att de trots påfallande likheter överraskande nog inte alls är släkt med dem. Istället är de en del av familjen cettior, närmast släktena Horornis, Tickellia och Abroscopus.

## Status och hot
Arten har ett stort utbredningsområde, men tros minska i antal, dock inte tillräckligt kraftigt för att den ska betraktas som hotad. Internationella naturvårdsunionen IUCN listar arten som livskraftig (LC). Världspopulationen har inte uppskattats men den beskrivs som lokalt vanlig.